# تشارلز إس. توماس
تشارلز إس. توماس (بالإنجليزية: Charles Spalding Thomas)‏ هو محامي وسياسي أمريكي، ولد في 6 ديسمبر 1849 في دارين في الولايات المتحدة، وتوفي في 24 يونيو 1931 في دنفر في الولايات المتحدة. حزبياً، نشط في الحزب الديمقراطي. وقد انتخب Governor of Colorado ‏ (10 يناير 1899 – 8 يناير 1901) وانتخب عضو مجلس الشيوخ الأمريكي.